# Viviendo sin límites
Viviendo sin límites (título original: Go en inglés) es la tercera película dirigida por Doug Liman, después de Getting In (1994) y Swingers (1996).

## Sinopsis
La película narra tres historias distintas pero que tienen un factor en común: todas ellas surgen en un supermercado en una Nochebuena, ya sea comprando productos o trabajando en el supermercado. La primera historia narra las desventuras de la cajera del supermercado, Ronna (Sarah Polley), una joven que para poder pagar el alquiler del apartamento le hace el turno a Simon (Desmond Askew) y a la que le ofrecerán en la caja del supermercado otro trabajo más rentable. La segunda la protagoniza Simon, que trabaja junto a Ronna, quien se va a ir con sus amigos a Las Vegas para correrse la gran juerga de su vida, pero allí tendrán una noche muy loca. Y la tercera y última historia tiene como protagonistas a dos actores de una serie de policías de éxito (Jay Mohr y Scott Wolf) que por problemas con la policía (posesión de drogas) tienen que trabajar como informantes junto con un extraño policía (William Fichtner).

## Críticas
«Copia mala de un original -"Very Bad Things"- que ya era malo. La presentan como una copia rompedora, pero no es más que otro artefacto sorprendentemente recaudador.» (M. Torreiro: El País)
«Un curioso, aunque algo desajustado, guion sirve de base a este filme (...) comedia agridulce y desenfrenada, que resulta atractiva aunque se resiente de una factura visual bastante rutinaria.» (Miguel Ángel Palomo: El País)
«Hilarante. No pases de verla.» (Rolling Stone)

## Banda sonora
En 1999 se lanzó al mercado un soundtrackss (banda sonora) de la película con un compilado de 14 temas musicales de diversos artistas. De los que se destacan "New" de la banda No Doubt, "Steal My Sunshine" de Len, "Magic Carpet Ride" de Steppenwolf y "Gangster Tripping" de Fatboy Slim.